# Norah Vincent
Norah Mary Vincent (* 20. September 1968 in Michigan; † 6. Juli 2022 in der Schweiz) war eine amerikanische Schriftstellerin. Sie war eine wöchentliche Kolumnistin für die Los Angeles Times und eine vierteljährliche Kolumnistin im Ressort Politik und Kultur für das nationale LGBT-Nachrichtenmagazin The Advocate. Sie war Kolumnistin für The Village Voice und Salon.com. Ihre Artikel erschienen in The New Republic, The New York Times, New York Post, The Washington Post und anderen Zeitschriften. Besondere Aufmerksamkeit erregte sie 2006 mit ihrem Buch Self-Made Man, in dem sie ihre Erfahrungen schildert, als sie achtzehn Monate lang als Mann lebte.

## Leben
Norah Mary Vincent wurde in Michigan geboren und wuchs sowohl in Detroit als auch in London auf, wo ihr Vater als Anwalt für die Ford Motor Company tätig war. Sie besuchte das Williams College, wo sie 1990 mit einem Bachelor  in Philosophie abschloss.

## Werk

### Self-Made Man
Vincents Buch, das im deutschen Sprachraum auch unter dem Titel
Enthüllungen: Mein Jahr als Mann erschien, berichtet über ein 18 Monate dauerndes Experiment der frühen 2000er Jahre, als sie sich wie einen Mann darstellte. Sie suchte und beschrieb Erfahrungen in Männer-Männer- und Männer-Frauen-Beziehungen. Sie trat einem reinen Männer-Bowlingclub bei, ebenso einer Männer-Gruppe, ging in einen Strip-Club, traf sich mit Frauen und nutzte ihr Wissen als abgefallene Katholikin, um sich für einen Aufenthalt im Männerkloster anzumelden.
Die Autorin berichtete von der Erfahrung, erst in der Rolle als Mann weiblich wahrgenommen zu werden. Das war wesentlich davon bestimmt, dass ihr Alter Ego, Ned, bei mehreren Gelegenheiten für schwul gehalten wurde. Merkmale, die als männlich empfunden wurden, wenn sie sich als Frau präsentierte, wurden als seltsam weiblich empfunden, wenn sie sich als Mann präsentierte. Vincent beteuert, dass sie seit dem Experiment die Vorteile des Frauseins und die Nachteile des Mannseins besser erkannt habe: „Ich bin wirklich gerne eine Frau. […] Ich mag es jetzt mehr, weil ich denke, dass es eher ein Privileg ist.“
Vincent erklärte auch, dass sie mehr Mitgefühl und Verständnis für Männer und die männliche Situation gewonnen habe: „Männer leiden. Sie haben andere Probleme als Frauen, aber sie haben es nicht besser. Sie brauchen unser Mitgefühl, sie brauchen unsere Liebe, und sie brauchen sich gegenseitig mehr als alles andere. Sie müssen zusammen sein.“

### Voluntary Madness
Das Buch handelt von ihren Erfahrungen als Insassin einer psychiatrischen Klinik. Nachdem sie achtzehn Monate lang als Mann verkleidet gelebt hatte, litt sie unter Depressionen und Selbstmordgedanken. Auf Anraten ihres Psychologen wies sie sich selbst in eine Klinik ein. Vincent verbrachte einige Zeit in drei Einrichtungen – eine städtische, öffentliche und schlecht finanzierte, eine kleinstädtische und eine teure private. Sie stellte fest, dass einige Teile des psychiatrischen Gesundheitssystems von arroganten Ärzten und einem übermäßigen Vertrauen auf Medikamente geprägt waren. Laut Vincent wurden in anderen Einrichtungen nur die Symptome behandelt, anstatt die zugrunde liegenden Ursachen zu beseitigen.
Vincent vertrat auch die Ansicht, dass trotz des vielfachen Versagens der von ihr besuchten Einrichtungen auch der mangelnde Wille einiger Patienten eine Rolle bei der Verzögerung oder Verhinderung ihrer Genesung spielte.

### Romane
Später schrieb Vincent zwei Romane: Thy Neighbor (2012), von der New York Times als „düsterer, komischer Thriller“ beschrieben, und Adeline (2015), der das Leben von Virginia Woolf von der Zeit, in der sie To the Lighthouse schrieb, bis zu ihrem Selbstmord im Jahr 1941 schildert.

## Privatleben, Ansichten, Tod
Vincent, die lesbisch war, war mit Kristen Erickson verheiratet; sie ließen sich bald scheiden.
Vincent wurde als libertär beschrieben. Sie glaubte nicht, dass Transgender-Menschen in das gewünschte Geschlecht wechseln können, nur weil sie sich damit identifizieren beziehungsweise chirurgisch behandeln lassen. Für ihre Ansichten, dass Abtreibung ein Übel, dass AIDS durch homosexuelle Männer in der Schwulenszene zur globalen Epidemie geworden und dass multikulturelle Studiengänge an amerikanischen Universitäten oberflächlich seien, wurde sie öfter kritisiert.
Vincent starb am 6. Juli 2022 im Alter von 53 Jahren durch Sterbehilfe in einer Klinik in der Schweiz. Ihr Tod wurde im August 2022 gemeldet.

## Bücher
- Adeline: A Novel of Virginia Woolf. Houghton Mifflin Harcourt, Boston 2015, ISBN 978-0-544-47020-0 (englisch).[7]
- Thy Neighbor: A Novel. Viking Adult, New York City 2012, ISBN 978-0-670-02374-5 (englisch).[7]
- Voluntary Madness. Viking Adult, New York City 2008, ISBN 978-0-670-01971-7 (englisch).[7]
- Self-Made Man. Viking Adult, New York City 2006, ISBN 0-7394-7073-6 (englisch).[2][9]